# Fin de fiesta (pel·lícula de 1972)
Fin de fiesta és una pel·lícula mexicana de 1972 dirigida per Mauricio Walerstein. Va ser protagonitzada per Isela Vega, José Gálvez i Sara García.

## Sinopsi
La història gira al voltant de Gonzalo (José Gálvez) un respectat aristòcrata que organitza una festa per a presentar en societat a la seva nova xicota, Helena (Helena Rojo). De sobte, el cadàver d'un home apareix enmig de la piscina, sense que ningú sembli reconèixer-lo. Quan els assistents a la festa es preparen per desfer-se del cadàver, creient que es tractava d'un estrany, un grup de motociclistes els descobreixen. Els nouvinguts es neguen a abandonar la festa i amenacen amb denunciar a la policia l'aparició del mort si no apareix el culpable de l'assassinat.
Els dies transcorren i aviat els aristòcrates i els intrusos comencen a relacionar-se de diverses maneres, arribant a desenvolupar una relació peculiar.
Enmig d'una singular galeria de personatges, apareix Donya Beatriz (Sara García), la dolça mare de Gonzalo. La innocent i càndida anciana resulta ser peça clau en el misteri de l'home assassinat.

## Elenco
- Isela Vega... Silvia
- Guillermo Murray... Carlos
- José Gálvez... Gonzalo de la Puente
- Sara García... Doña Beatriz de la Puente
- Helena Rojo... Helena
- Ana Martín... Raquel
- Adriana Roel... Marta Cervera
- Víctor Junco... Rivas
- Milton Rodríguez ... Marcos
- Héctor Suárez... El Pato
- Fernando Balzaretti... El Rojo
- Sergio Kleiner... Luis
- Gabriel Retes... Sangre
- Daniela Rosen... Claudia

## Premis i reconeixements
Premi Ariel (1972)
| Categoria                   | Persona            | Resultat   |
| --------------------------- | ------------------ | ---------- |
| Millor Coactuación Femenina | Helena Rojo        | Guanyadora |
| Millor Coactuación Femenina | Ana Martín         | Nominada   |
| Millor Argument Original    | Juan Manuel Torres | Nominat    |

## Comentaris
Aquesta pel·lícula va causar un tabú en la seva estrena el gener de 1972. Per a molts va resultar pertorbador veure a un personatge icònic del cinema mexicà (Sara García), transformat en una violenta assassina homòfoba.